# رپیاخوفکا
رپیاخوفکا (انگلیسی: Repyakhovka) یک شهرک در بخش کراسنویاروژسکی استان بلگورود کشور روسیه است.